# Bardisan

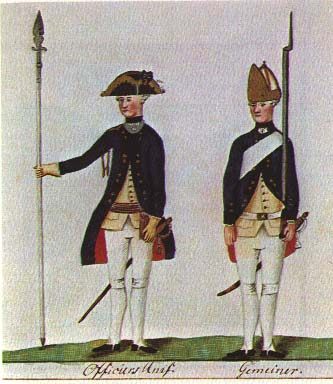
Spontonbeväpnad officer från Hessen-Kassel 1783.

Bardisan (äldre partisan), även knävelspjut,  var en typ av stångvapen med en mer eller mindre utdragen spets, på svenska bardisaner nedtill tillplattad och tveeggad försedd med två uppåtsvängda sidovingar.
Bardisanen antas ha utvecklats ur jaktspjut och är först känd i 1400-talets Italien. Till Sverige antas bardisanen ha införts under Gustav Vasas regering. Den blev snart populär som paradvapen, och fick efterhand en mer dekorativ än praktisk funktion. Under 1600-talet blev bardisanen distinktionstecken för officerare och underofficerare vid Svenska armén. Under 1700-talet upplöstes de tidigare formerna och vapnet kom att leva vidare under namnen sponton och korsgevär.
Spontonen togs ur bruk i Sverige 1791 och i Preussen 1807.